# Lettre à Chesterfield

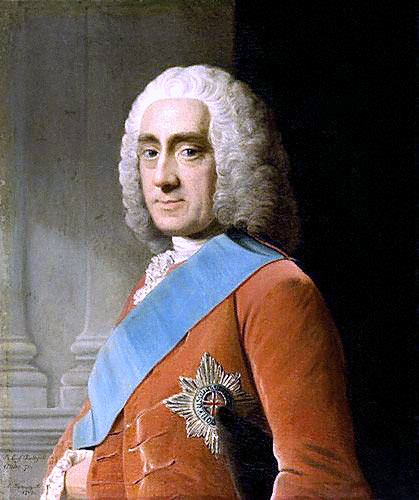
Lord Chesterfield.

La Lettre à Chesterfield (février 1755) fut la réponse de Samuel Johnson à ce que certains croyaient être un appui opportuniste de Lord Chesterfield au Dictionary of the English Language. Bien que Chesterfield eût patronné le Dictionnaire au moment où on l'avait proposé, il ne fit rien pour aider à son avancement et attendit sept ans après s'être investi dans le commencement du projet. Subitement, il écrivit deux morceaux remplis d'éloges pour promouvoir le Dictionnaire, ce qui incita Johnson à lui écrire une lettre où il lui reprochait de ne lui apporter de l'aide que quand il n'y en avait pratiquement plus besoin.
Certains affirment que cette lettre provoqua un petit scandale dans le monde littéraire de l'époque quand Johnson l'eut rendue publique et elle a fait depuis lors l'objet de commentaires critiques ; on y a vu comme une « déclaration d'indépendance de la littérature ». La réaction de Chesterfield fut pourtant tout à fait différente et, dès la première lecture, il loua l'intelligence de Johnson et son art d'écrire. Johnson n'arriva pas à croire que Chesterfield eût pu réagir favorablement à cette lettre et ce ne fut pas avant plusieurs années que les deux hommes finirent par se réconcilier.